# Steganolauxania facialis
Steganolauxania facialis är en tvåvingeart som först beskrevs av Daniel William Coquillett 1898.  Steganolauxania facialis ingår i släktet Steganolauxania och familjen lövflugor. Inga underarter finns listade i Catalogue of Life.